# شيلدون كوهن
شيلدون كوهن (بالإنجليزية: Sheldon Cohen)‏ هو عالم نفس وباحث ومؤلف أمريكي، ولد في 11 أكتوبر 1947 في ديترويت في الولايات المتحدة.

## وصلات خارجية
- الموقع الرسمي
- شيلدون كوهن على موقع IMDb (الإنجليزية)